# 데번 그레이
데번 그레이(Devon Graye, 1987년 3월 8일 ~ )는 미국의 배우이다.

## 출연 작품
- 루스에게 생긴 일 (2017)
- 서치 엔진스 (2016, Search Engines)
- 아이 앰 마이클 (2015)
- 라스트 위켄드 (2014)
- 미션 13 (2014)
- 쿰바: 반쪽무늬 얼룩말의 대모험 (2013)
- 더 디스커버러스 (2012)
- 허스크 (2011)
- 아발론 하이 (2010)
- 레전더리 (2010)
- 엑소더스 폴 (2010)
- CSI 라스베가스 시즌10 (2009)
- 와일드 울프 (2009)
- 와이즈갤 (2008)
- 덱스터 시즌1 (2006)